# Arheološko nalazište Grebine u Crnoči
Arheološko nalazište Grebine u Crnoči nalazi se južno od naselja Gnječi pored Staševice kod Ploča.

## Opis
Položaj nalazišta je sjeverozapadno od današnje ali i stare komunikacije od priobalja prema unutrašnjosti. Na tom položaju, u prapovijesti, vjerojatno u brončanom ili željeznom dobu nastaje kamena grobna gomila da bi u kasnom srednjem vijeku, u 14. i 15. stoljeću nastalo groblje sa stećcima. Do danas su sačuvana 35 stećaka i to 20 sanduka i 15 ploča. Različite su obrade, od izvrsno izrađenih stećaka do amorfnih oblika. Ukrašena su svega 4 stećka, među kojima se posebno ističe onaj gdje se na gornjoj plohi nalazi malteški križ i četiri osmerokrake zvijezde u uglovima sve obrubljeno bordurom od tordiranog užeta koji se nastavlja i na bočne stranice. Ispod tordiranog užeta na bočnim stranicama nastavljaju se motivi niza visećih trokuta. Na ostalim sanducima nalaze se motivi križa i polumjeseca. Većina stećaka nalazi se iznad izvornih grobnih mjesta, dok je njih 6 dislocirano. Pored stećaka utvrđeno je postojanje još 35 grobnih mjesta bez stećaka tako da na čitavom lokalitetu ima ukupno 64 grobnih mjesta. Cijelo nalazište obrubljeno je širokim suhozidom a orijentirano je u smjeru sjeverozapad-jugoistok.

## Zaštita
Pod oznakom Z-7628 zavedeno je kao nepokretno kulturno dobro - pojedinačno, pravna statusa zaštićena kulturnog dobra, klasificirano kao "kopnena arheološka zona/nalazište".

## Vanjske poveznice
- Kovačević Bokarica, Nela; Perkić, Domagoj. Dokumentiranje lokaliteta Gnječi – Grebine u Crnoči (PDF). Hrvatski arheološki godišnjak. 9/2012: 845.-846. ISSN 1845-8408